# Gabriel Guimarães (matemático)
Gabriel Ferreira Guimarães (Guimarães, 14 de maio de 1998) é mestre em matemática e influenciador digital português. Ficou conhecido por criar o canal MathGurl, atualmente MathPunk no YouTube, onde simplifica a linguagem da matemática.

## Biografia
Aproximou-se da matemática quando estudava no 7.º ano. Conseguiu chegar às Olimpíadas de Matemática, onde obteve uma medalha de prata.
Em 2016, ingressou na Faculdade de Ciências da Universidade do Porto (FCUP), onde concluiu a Licenciatura em Matemática.
Iniciou o seu canal no YouTube em 2015, no qual aborda a matemática com bom humor. Participou também em várias Ted Talks, através do evento TEDx.
Até 2018, conquistou mais de 1,5 milhões de visualizações. Obteve 100 mil subscritores no seu canal em 2021 e atraiu público brasileiro. O seu canal foi descoberto por um professor brasileiro quando tinha pouco mais de 50 subscritores, sendo recomendado aos alunos.
Em 2019, Gabriel Guimarães foi padrinho do Global Teacher Prize Portugal, considerado o "Nobel" do ensino. Chegou a anunciar o fim do seu canal nesse mesmo ano, mas preferiu apenas diminuir o ritmo das suas publicações. Desde então, priorizou as publicações de vídeos curtos no Instagram, para estabelecer uma maior proximidade com os seus seguidores. Obteve o mestrado em matemática pela FCUP, passando a estudar a licenciatura em Ciências da Computação pela Universidade do Minho.

## Obras realizadas
Em 2018, lançou o livro Desafios Matemáticos Que Te Vão Enlouquecer, onde aborda a teoria dos números e a geometria. Estrelou a série Matemática Salteada na plataforma RTP Play, em 2020, com sete episódios que incluem temas como Teorema de Pitágoras, números fractais ou sobre a melhor forma de cortar um bolo.